# Filialkirche Lorenzenberg

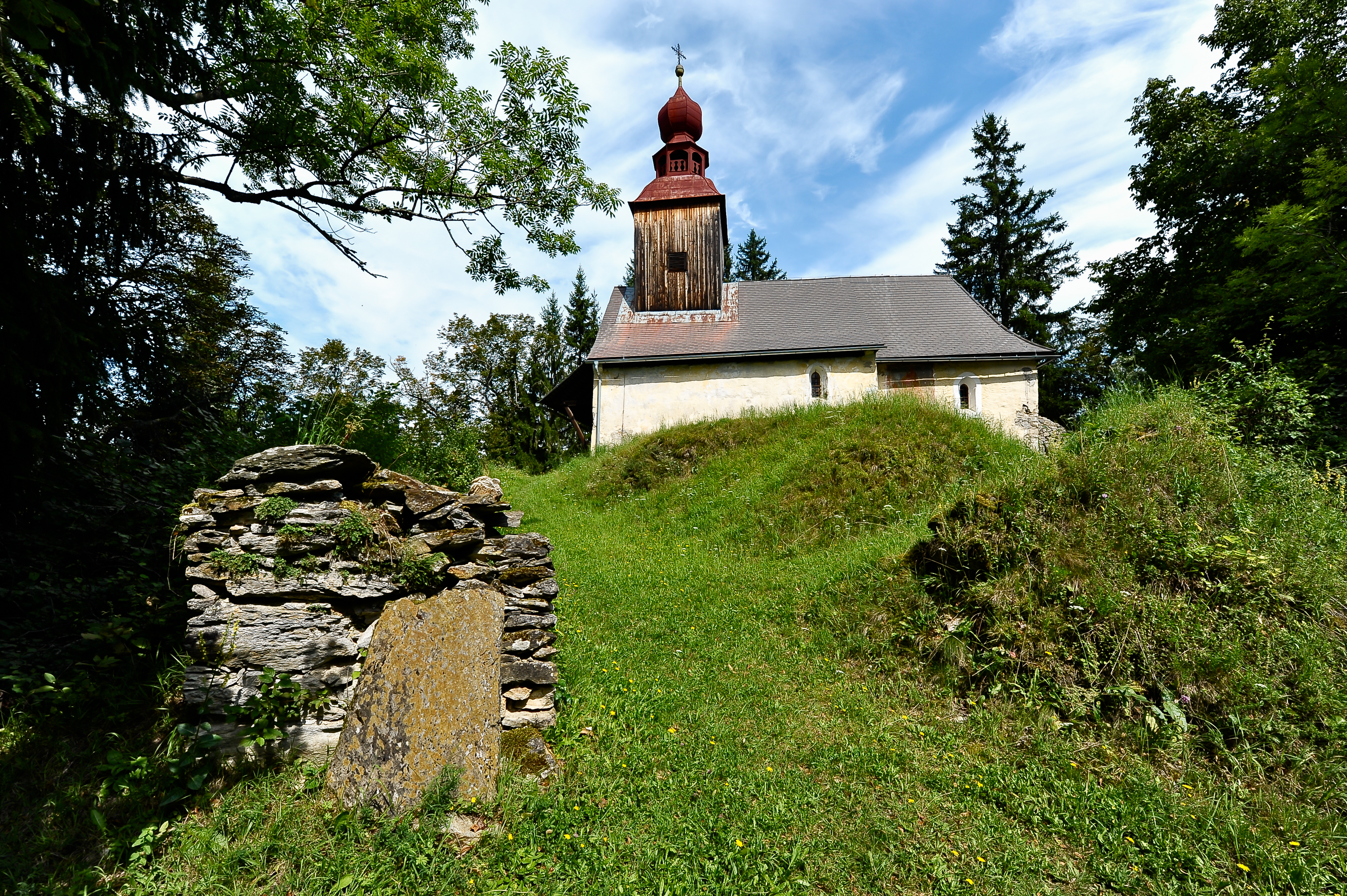
Süd-Ansicht

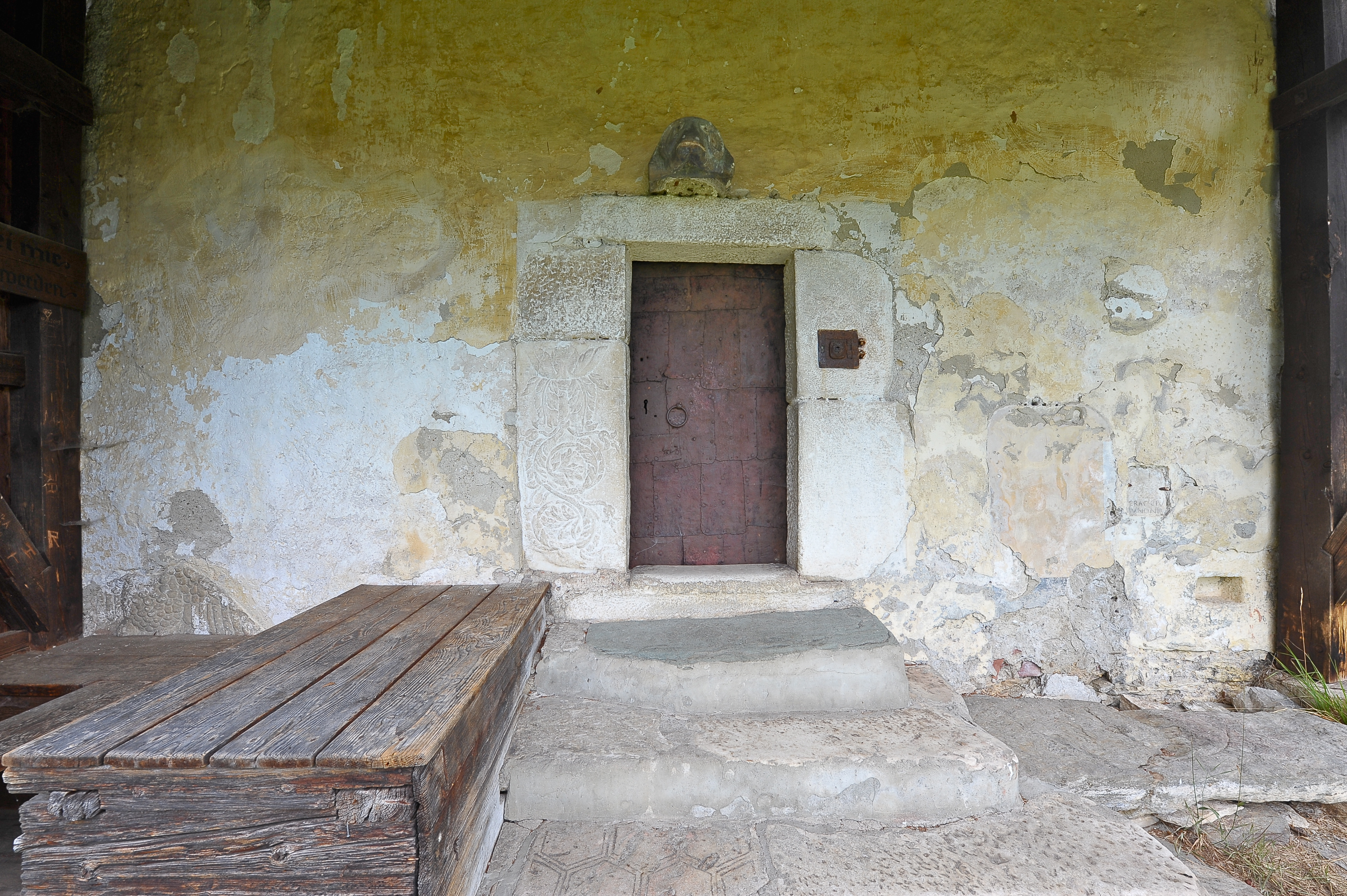
West-Wand mit Portal

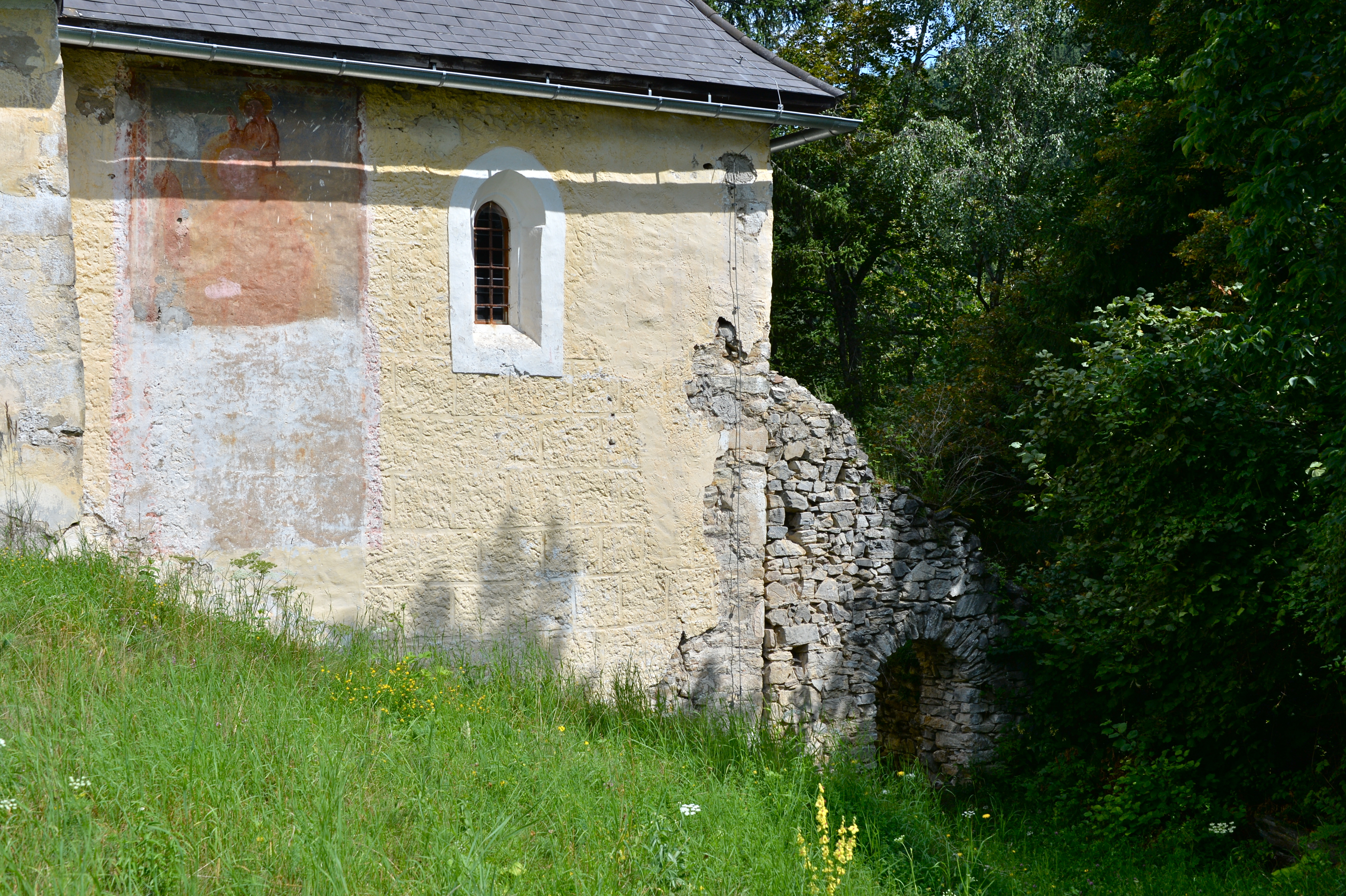
Christopherus an der Süd-Wand

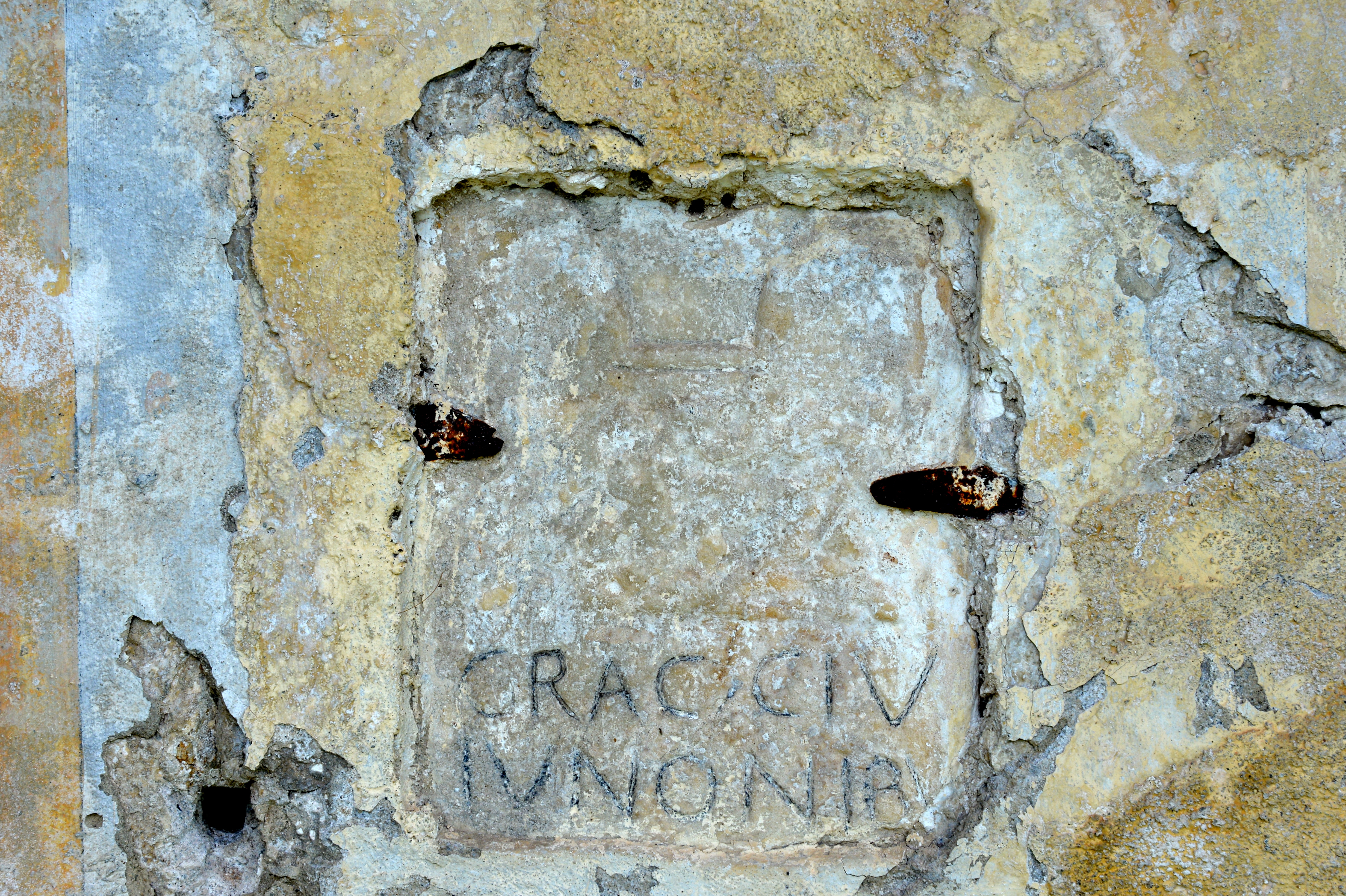
Fragment eines Juno-Weihealtars

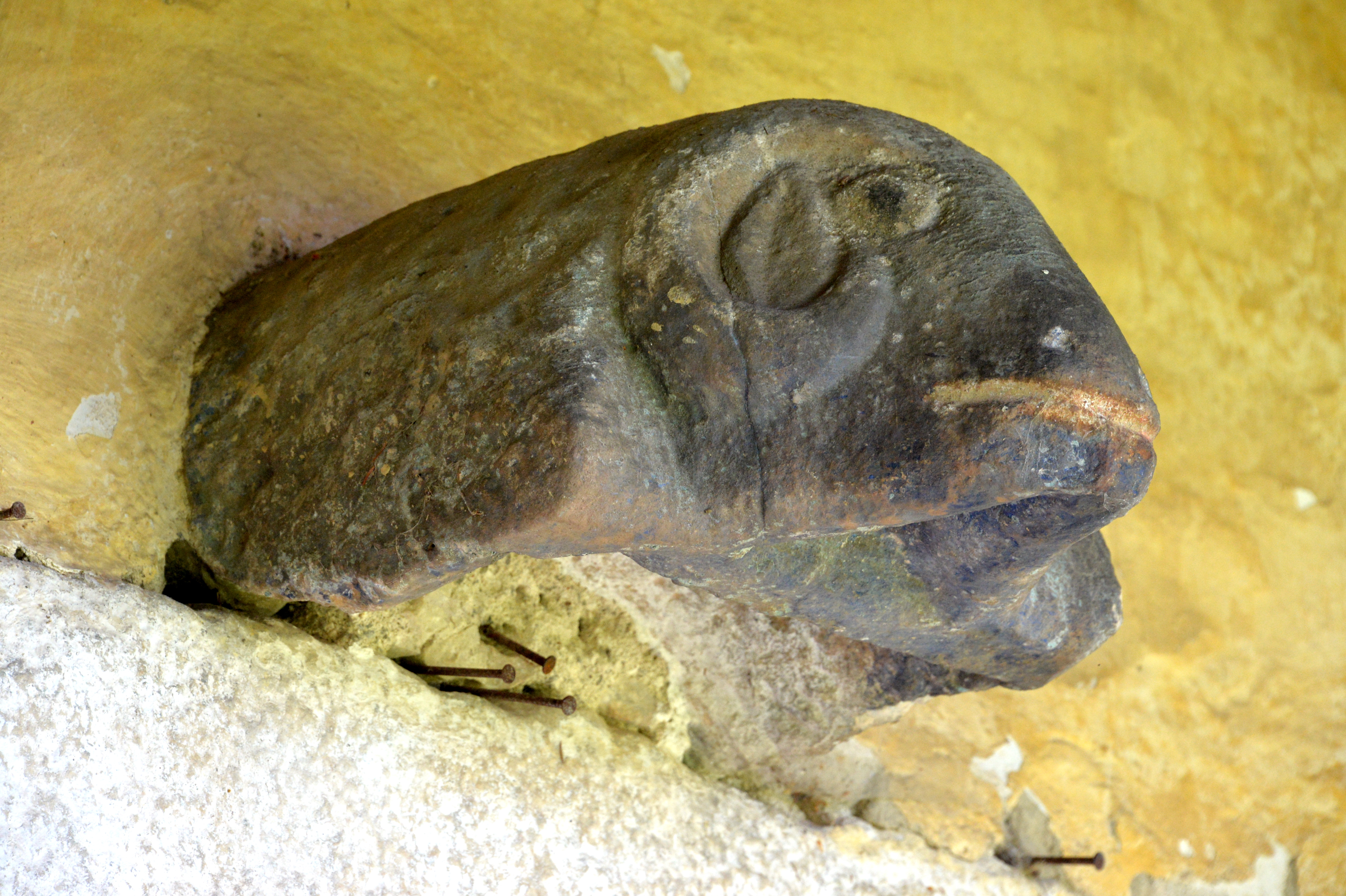
Giebel eines Grabbaues

Die römisch-katholische Filialkirche Lorenzenberg ist eine Kirche in der Gemeinde Micheldorf in Kärnten. Sie ist eine Filiale der Pfarrkirche Micheldorf und dem heiligen Laurentius geweiht.
Das Gebäude befindet sich im Bereich der Rotte Lorenzenberg auf einem steilen Felskegel über dem Friesacher Feld. Die Kirche wurde im Jahr 1043 erstmals urkundlich erwähnt. Sie ist von einem bis zum Ende des 18. Jahrhunderts als Friedhof benutzten Kirchhof umgeben. Wälle gehen auf ein spätantikes oder frühmittelalterliches Castrum zurück.

## Waldweg zur Kirche
Von der Straße führt ein kurzer Fußweg hinauf zur bewaldeten Bergkuppe, auf welcher sich der aufgelassene Friedhof innerhalb einer Ringmauer befindet, in deren Mitte die Filialkirche errichtet ist.

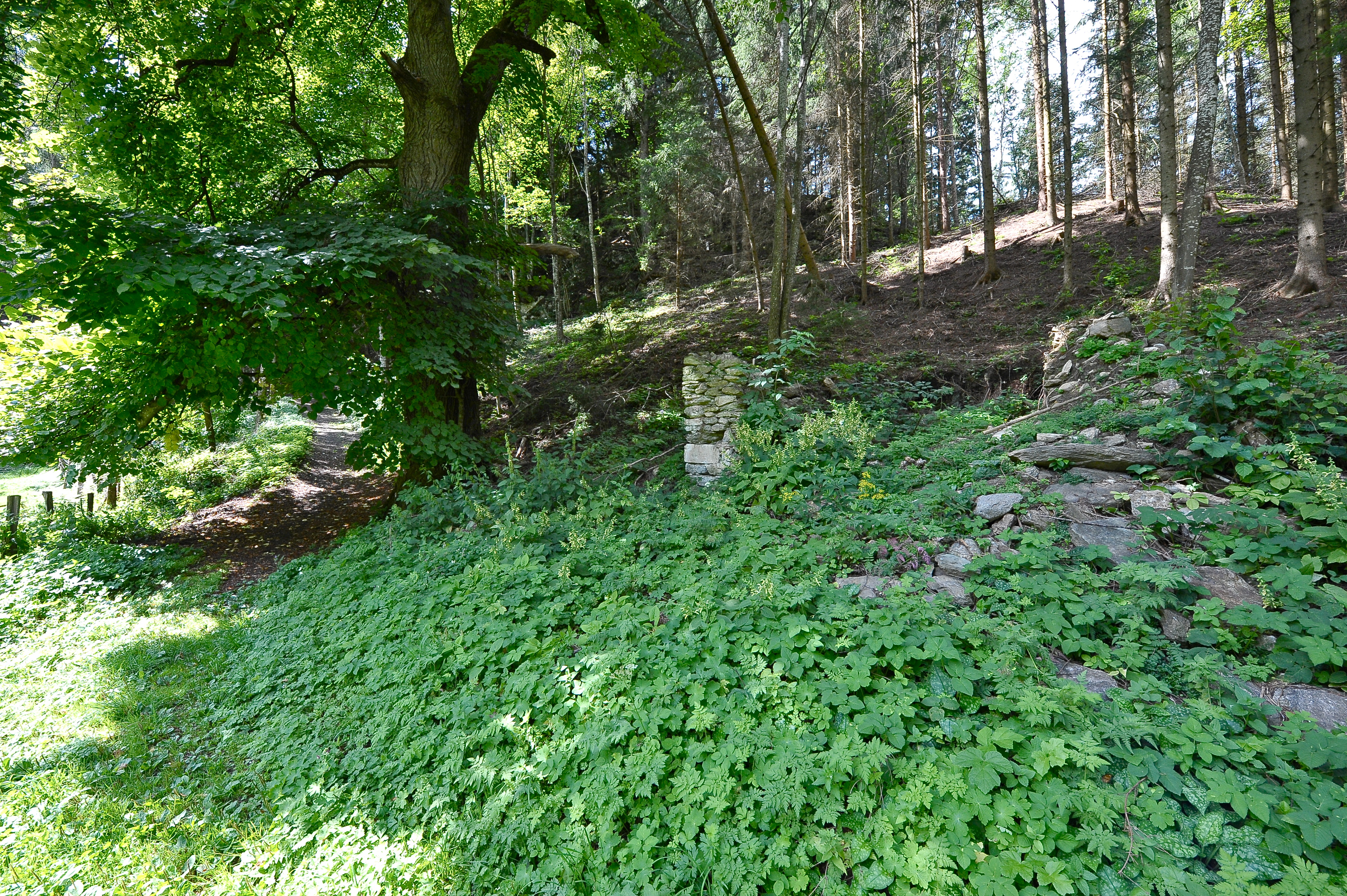
Linde und Gebäuderuine
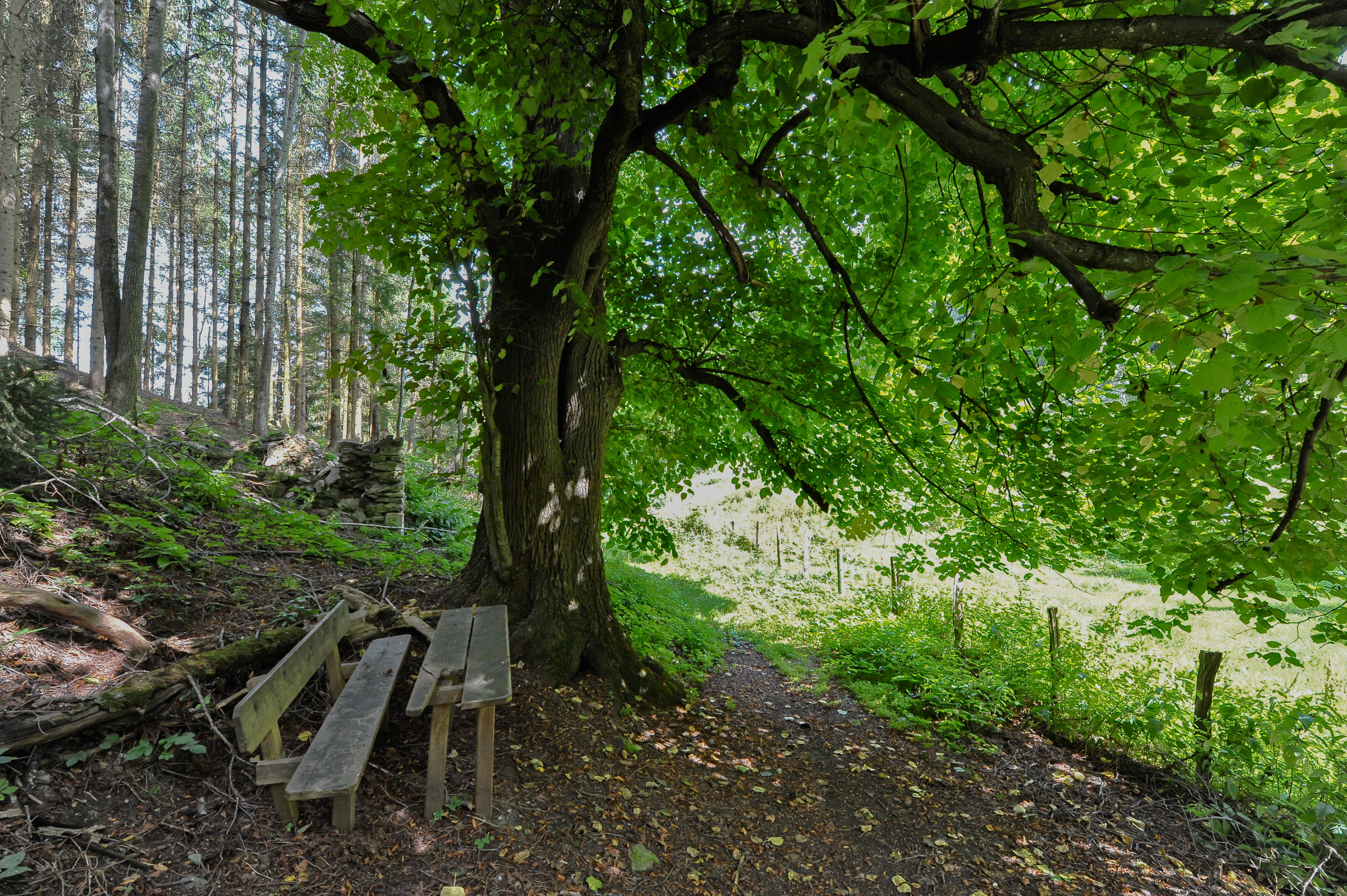
Rastplatz unter einer Linde
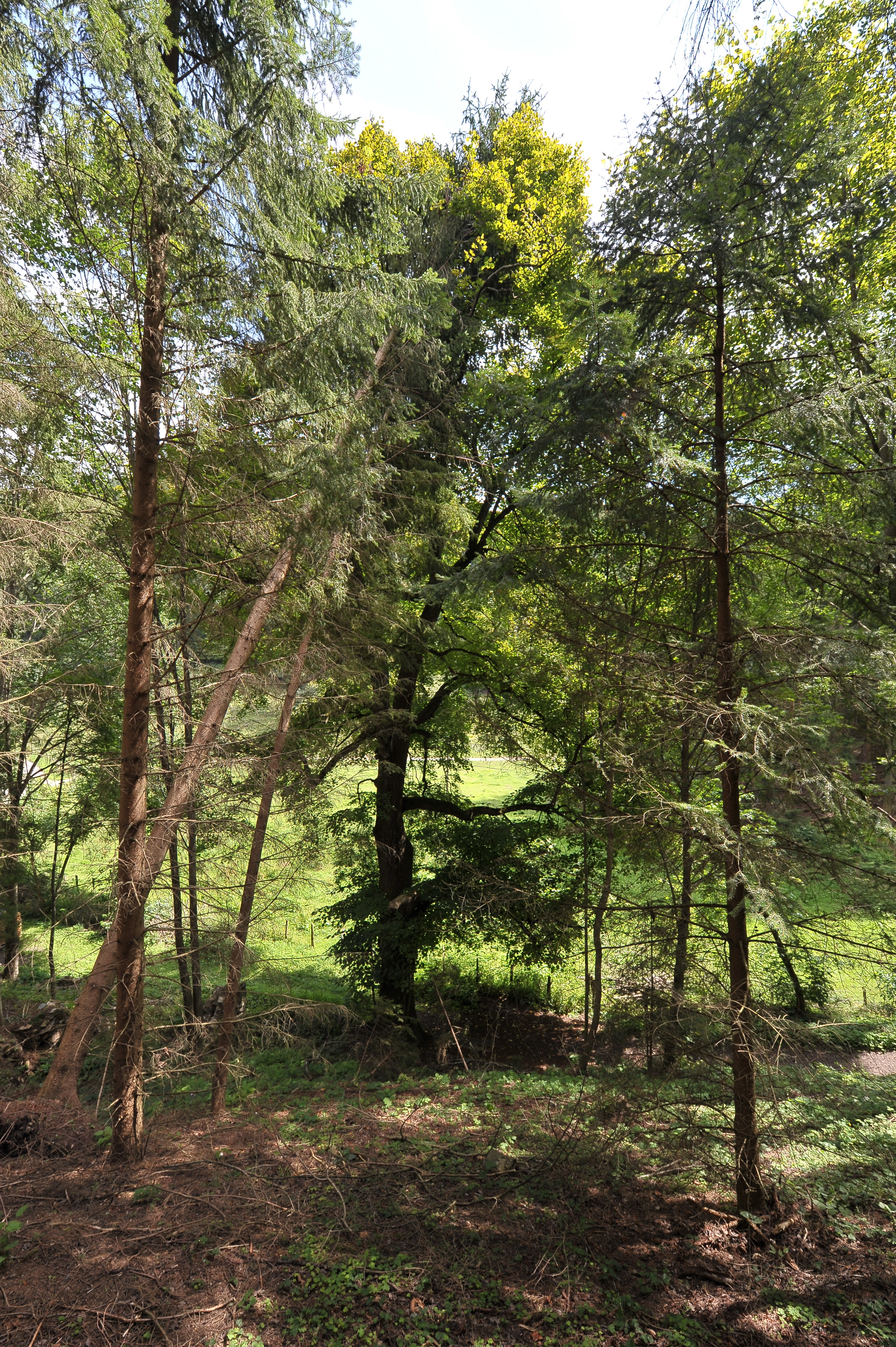
Linde am Fußweg
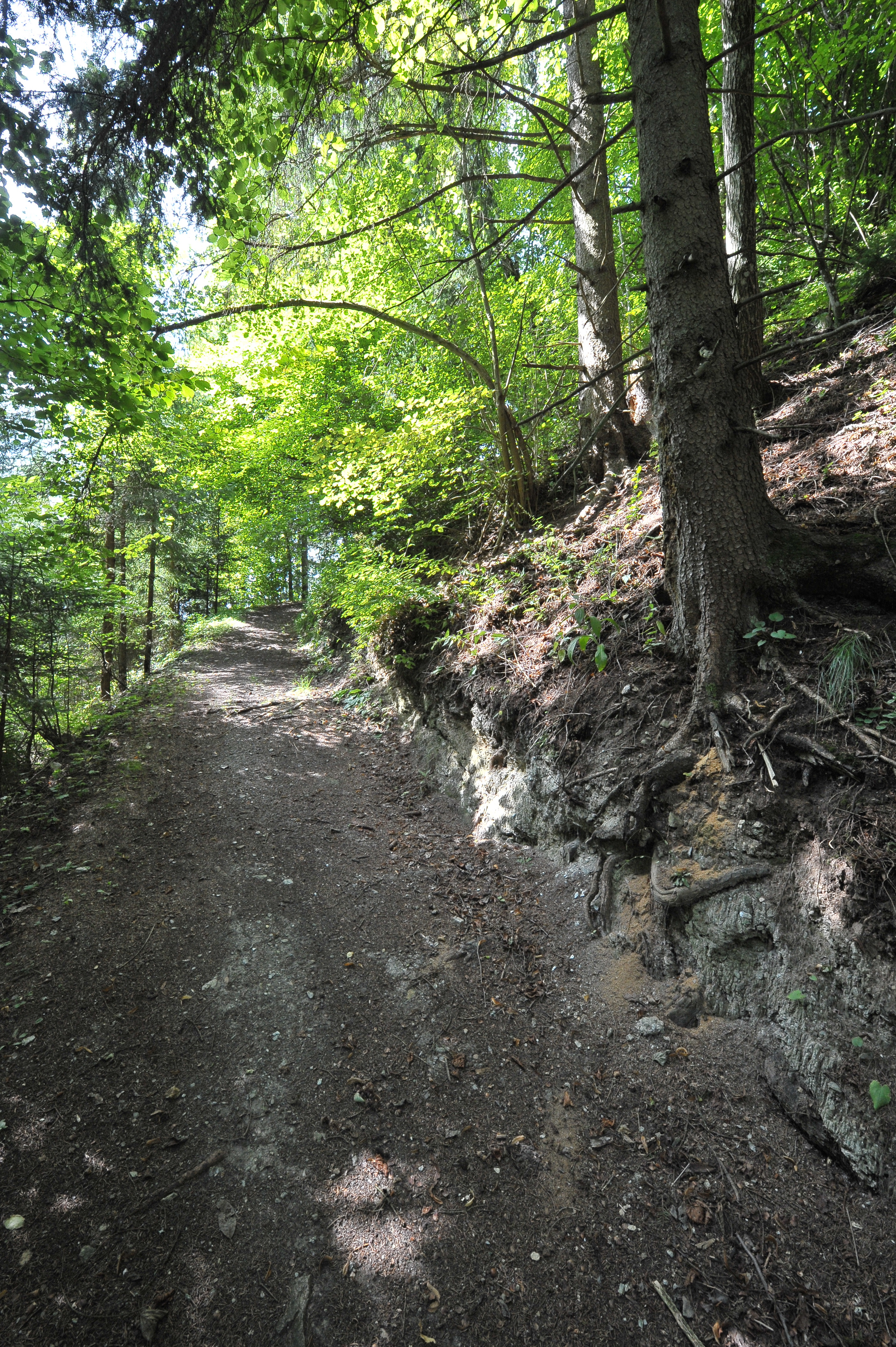
Fußweg

## Baubeschreibung
Der frühgotische Bau besitzt ein flachgedecktes Langhaus, an dessen Nordwand sich eine Sakramentsnische befindet. Der leicht eingezogene, gerade geschlossene Chor ist ebenfalls flachgedeckt. Darunter liegt die gewölbte Beinkammer mit einer Mittelstütze. Der gotische Sakristeianbau wurde an der Nordost-Seite platziert und weist einen erneuerten Dachreiter auf. Am Westportal gibt es ein Bruchstück einer römerzeitlichen Kassettendeckplatte. An der westlichen Außenmauer befinden sich ferner das Fragment eines Weihealtars für die Iunones und der Giebel einer Grabstele mit Adlerdarstellung und ein reliefierter Pilaster mit Akanthusmotiv sowie ein Zopfstreifenfragment. Vom Giebel eines Grabbaues ist die Firstkappe mit Widderschädel zu erkennen. An der Südwand des Chores finden sich an der Außenseite Reste eines Christophorus-Freskos.
Die Kirche erfuhr im Jahr 2000 eine Innenrestaurierung.

## Einrichtung
Der im Jahr 1695 geschaffene barocke Hauptaltar weist einen aus Platzgründen abgeknickten Aufsatz auf. Das Altarblatt zeigt die Marter des heiligen Laurentius, das bemalte Lederantependium stellt die heilige Lucia dar. Ein älteres Altarblatt beziehungsweise Epitaph mit Laurentiumsmarter, bezeichnet 1629, ist in reichem polychromiertem Schnitzrahmen vorhanden. Ein im späten 17. Jahrhundert geschaffener Katharinenaltar weist ein Altarblatt und seitliche Schnitzfiguren der heiligen Barbara und heiligen Margaretha auf. Ein spätgotischer Schnitzaltar um 1500 hat eine gemalte Predella mit Vera Icon; die Schnitzfiguren sind derzeit im Stadtmuseum Friesach in Verwahrung: eine Muttergottes mit Kind um 1300, ein heiliger Laurentius aus dem 14. Jahrhundert, ein Christus Salvator Ende des 15. Jahrhunderts, ein heiliger Martin vom ersten Viertel des 16. Jahrhunderts, sowie die Figuren des Katharinenaltars. Der Kanzelkorb wurde im zweiten Viertel des 17. Jahrhunderts geschaffen.
Die beiden Glocken stammen zum einen von Christof Pfinzing, bezeichnet 1528, zum anderen von Christoph Pfinzing aus dem Jahr 1578. Antike Mauerreste befinden sich auf der Kuppe um die Kirche.